# Colchester, Ontario
Colchester är Kanadas sydligaste tätort, och är belägen vid Eriesjöns västra kust i södra Ontario. Den är en del av kommunen Essex och har 2 212 invånare (2006) på en yta av 3,53 km².